# 青龍 (蘭汗)
青龍（398年四月—七月）是十六國時期後燕君主蘭汗的年號，共計三個月，也是後燕的第六個年號。

## 改元
- 永康三年——四月二十六日，蘭汗殺死後燕惠愍帝奪位，改元青龍元年。七月二十日，慕容盛殺死蘭汗；二十一日，慕容盛以長樂王的身份監國，改元建平元年。[2][3][4][5]

## 紀年對照表
| 青龍 | 元年  |
| ---- | ----- |
| 公元 | 398年 |
| 干支 | 戊戌  |

## 同期存在的其他政权年号
- 中國
  - 隆安（397年－401年）：東晉—晋安帝司马德宗之年号
  - 太初（388年－400年）：西秦—乞伏乾歸之年号
  - 皇初（394年－399年）：后秦—姚興之年号
  - 龙飞（396年－399年）：后凉—吕光之年号
  - 太初（397年－399年）：南凉—秃发乌孤之年号
  - 神玺（397年－399年）：北凉—段业之年号
  - 皇始（396年－398年）：北魏—魏道武帝拓跋珪之年号

## 深入閱讀
- 李崇智. . 北京: 中华书局. 2004年12月. ISBN 7101025129.
- 鄧洪波.  (pdf). 臺北: 國立臺灣大學東亞經典與文化研究計劃. 2005年3月  [2022-01-03]. ISBN 9789860005189. （原始内容存档于2007-08-25）.

| 前一年號： 永康 | 後燕年號 398年 | 下一年號： 建平 |